# Eleanor Glueck
Eleanor Glueck (New York, 12 aprile 1898 – Cambridge, 25 settembre 1972) è stata una criminologa statunitense.

## Biografia
Figlia unica di genitori immigrati, il padre Bernard Leo dalla Russia e la madre Anna Wodzislawska dalla Polonia, sebbene avesse due fratellastri. Dopo il diploma alla Hunter College High School nel 1916, si iscrisse al Barnard College dove si laureò nel 1920. Quindi, riuscì ad entrare alla New York School of Social Work dove incontrò lo psicologo Bernard Glueck che lavorava all'Istituto Penitenziario di Sing Sing specializzandosi in assistenza sociale e criminologia. Bernard, di cui sposò il fratello Sheldon, l'aiutò a diventare coordinatore capo al Dorchester Community Center di Boston nel 1921 dove lavorò per un anno.
Nel 1922 Eleanor ricominciò a studiare presso la Harvard Graduate School of Education dove si laureò nel 1925 con una tesi su The Community Use of Schools. Eleanor lavorò alla Harvard Graduate School of Education dal 1928 al 1953, mentre il marito assunse la cattedra alla stessa scuola.
Eleanor e Sheldon collaborarono insieme alla redazione di oltre 250 pubblicazioni sulla delinquenza minorile che li resero famosi per aver per primi utilizzato le statistiche per predire il comportamento criminale e per esaminare gli effetti della psicopatia sui recidivi. I loro studi dimostrarono che questo problema era diffuso fino a 20 volte del normale presso gli adolescenti.
Nel 1950 pubblicarono la Social Prediction Tables che mostrava gli indici di prevedibilità della tendenza a delinquere dei giovani delinquenti basato su parametri legati alla ciclicità dello sviluppo. Nel 1953, Eleanor diventò ricercatrice associata alla Harvard Law School Research Project, dove approfondì le cause, la terapia e la prevenzione della delinquenza minorile. Sua figlia Anita Joyce Glueck, che pubblicò diverse poesie, morì nel 1956..
Nel 1947 vinse il Parsons Memorial Award dal United Prison Association of Massachusetts. Sebbene Eleanor non subì alcun miglioramento sul salario, entrambi i coniugi Glueck vinsero una laurea ad honorem ad Harvard nel 1958, mentre Eleanor vinse il Distinguished Alumni Award dal Barnard College nel 1969. In seguito divenne perito al Judge Baker Guidance Center e membro della International Society of Criminologists e dell'American Association for the Advancement of Science.

## Opere
- Five Hundred Criminal Careers (1930)
- Five Hundred Delinquent Women (1934)
- One Thousand Juvenile Delinquents (1934)
- Unraveling Juvenile Delinquency (1950)